# Paweł (miejscowość)
Paweł (bułg. Павел) – wieś w Bułgarii, w obwodzie Wielkie Tyrnowo, w gminie Połski Trymbesz. W 2024 r. liczyła 520 mieszkańców.

## Geografia
Na terenie wsi, na południowy zachód od jej centrum, znajduje się zbiornik wodny o powierzchni około 24 ha, natomiast około kilometra na północ od centrum Pawła znajduje się drugi zbiornik wodny, o powierzchni około 7 ha.
W centrum wsi stoi pomnik uczestników antyfaszystowskiego ruchu oporu oraz pomnik poległych w wojnach bułgarskich. W pobliżu wsi znajduje się także pomnik rosyjskiego chirurga Nikołaja Pirogowa, gdyż w czasie wojny rosyjsko-tureckiej (1877–1878) w okolicy znajdowało się największe ambulatorium polowe.

## Historia
Informacje o wsi pod nazwą Pavli znajdują się w dokumentach osmańskich z lat 1591 i 1783. Przypuszcza się, że nazwa została nadana na cześć założyciela wsi, dziadka Pawła. W 1867 r. wybudowano cerkiew św. Trójcy z ikonami autorstwa artysty Mikołaja Pawłowicza. Od 1869 r. we wsi działała szkoła podstawowa, po 1945 r. pod nazwą „Dziewiąty września”, w 1990 r. przemianowana na szkołę podstawową „Aleko Konstantinowa”; zamknięta w 2008 r. W 1900 r. założono czitaliszte „Izgrew”. Zachowały się stare fontanny (czeszmy) i studnie.
28 lutego 1966 r. w pobliżu wsi spadł mały meteoryt (około 2–3 kilogramowy), który jest jednocześnie największym meteorytem, jaki spadł w Bułgarii.

## Osoby związane z miejscowością

### Urodzeni
- Miłka Pejkowa(inne języki) (1919–2016) – bułgarska malarka
- Iwan Stojanow – bułgarski zastępca dyrektora „Narodowego Uniwersytetu Wasiła Lewskiego” w Wielkim Tyrnowie